# The First (NCT DREAMのアルバム)
『The First』（ザ・ファースト）は、2017年2月9日にDreamusから発売された韓国のアイドルグループNCT DREAMの1枚目のCDシングル。

## 概要
- NCTの派生ユニットNCT DREAMのCDデビューシングル。
- タイトル曲「My First and Last」のほかリメイク曲「Dunk Shot」およびデビューデジタルシングル「Chewing Gum」など5曲が収録されている。
- ジェミンは椎間板ヘルニアの治療に専念するため『The First』の音楽活動に参加していない[4]。
- 2017年2月9日、タイトル曲「My First and Last」のミュージックビデオを公開した[5]。
- 2月14日放送、SBS MTV『THE SHOW』の100回特集の生放送でNCT DREAM初の1位を獲得した[6]。
- 韓国ガオンチャートのアルバムランキングで1位を記録した[7]。

## 収録曲
1. 마지막 첫사랑（最後の初恋）(My First and Last) [3:22]
  - 作詞 ：전간디、MARK
  - 作曲 ：August Rigo、Justin Davey、Ryan S. Jhun
  - 編曲 ：August Rigo、Justin Davey、Ryan S. Jhun

初恋が最後の恋になるようにしたいという10代の少年の堂々とした愛の告白を歌ったファンキーなタイトル曲[8]。『ロミオとジュリエット』のロミオをモチーフにしている[8]。
2. 最後的初戀(My First and Last) [3:22]
  - 作詞 ：전간디、MARK、深白色 (Arys Chien)
  - 作曲 ：August Rigo、Justin Davey、Ryan S. Jhun
  - 編曲 ：August Rigo、Justin Davey、Ryan S. Jhun
3. Dunk Shot (덩크슛) [3:53]
  - 作詞 ：김광진
  - 作曲 ：김광진
  - 編曲 ：KENZIE（英語版）

1993年に発表されたイ・スンファンの曲をポップロックジャンルで再構成したリメイク曲[9]。歌詞にはダンクシュートをする爽快な気分を感じたいという願いが込められている。
4. Chewing Gum [3:18]
  - 作詞 ：조윤경、문설리、정민지、MARK
  - 作曲 ：Thomas Troelsen、KENZIE
  - 編曲 ：Thomas Troelsen、KENZIE

ホバーボードを使用した振り付けが印象的なNCT DREAMのデビュー曲。明るく楽しい雰囲気のティーンポップダンス曲で、初々しい恋の感情をChewing Gumで表現している[10]。
5. 泡泡糖(Chewing Gum)(Chinese Ver.) [3:18]
  - 作詞 ：조윤경、문설리、정민지、MARK、深白色 (Arys Chien)
  - 作曲 ：Thomas Troelsen、KENZIE
  - 編曲 ：Thomas Troelsen、KENZIE

## Chewing Gum

### 概要
- NCT DREAMのデビューデジタルシングル。
- メンバー全員が中学生・高校生であり平均年齢15.6歳でデビューしたことで話題を集めた。

### プロモーション
- 2016年8月24日、韓国語版と中国語版のミュージックビデオを公開した[11]。
- 8月25日放送、Mnet『M COUNTDOWN』に出演し、デビューシングル「Chewing Gum」のステージを初公開した[10]。
- 10月7日、表題曲「Chewing Gum」のホバーボードパフォーマンスビデオを公開した[12]。

### 収録曲
1. Chewing Gum [3:18]
2. 泡泡糖(Chewing Gum)(Chinese Ver.) [3:18]